# Однократное испарение
Однократное испарение — способ осуществления перегонки (дистилляции). Используется наряду с постепенным и многократным испарением как метод разделения компонентов смесей взаимно растворимых жидкостей на отдельные компоненты или фракции (для сложных смесей, например, таких, как нефть), которые отличаются по температурам кипения как друг от друга, так и от исходной смеси.
При перегонке с однократным испарением смесь нагревают в змеевике какого-либо подогревателя до заранее заданной температуры. По мере повышения температуры образуется все больше паров, которые находятся в равновесии с жидкой фазой, и при заданной температуре парожидкостная смесь покидает подогреватель и поступает в адиабатический испаритель. Последний представляет собой пустотелый цилиндр, в котором паровая фаза отделяется от жидкой. Температура паровой и жидкой фаз в этом случае одна и та же. Четкость разделения смеси при перегонке с однократным испарением наихудшая.